# مقاطعة آدمز (إلينوي)
مقاطعة آدمز (بالإنجليزية: Adams County)‏ هي إحدى المقاطعات في ولاية إلينوي في الولايات المتحدة الأمريكية.